# ۹۵۸ (قمری)
۹۵۸ (قمری)، نهصد و پنجاه و هشتمین سال در گاهشماری هجری قمری است. اول محرم این سال برابر با نوزدهم ژانویه سال ۱۵۵۱ میلادی است.